# شهرستان هرناندو (فلوریدا)
شهرستان هرناندو، فلوریدا (به انگلیسی: Hernando County, Florida) یک سکونتگاه مسکونی در ایالات متحده آمریکا است که در فلوریدا واقع شده‌است.

## خصوصیات
شهرستان هرناندو ۱٬۵۲۵٫۵۱ کیلومترمربع مساحت دارد.